# Amelia Franke-Radowiecka
Amelia Franke-Radowiecka – polska lekarz weterynarii, doktor habilitowany nauk rolniczych, adiunkt na Uniwersytecie Warmińsko-Mazurskim w Olsztynie, specjalistka od anatomii zwierząt.

## Kariera naukowa
W 1997 roku na Akademii Rolniczo-Technicznej w Olsztynie uzyskała tytuł lekarza weterynarii. W 1999 roku została zatrudniona na Uniwersytecie Warmińsko-Mazurskim w Olsztynie, gdzie w 2003 roku uzyskała stopień doktora nauk weterynaryjnych na podstawie rozprawy pt. Immunochemiczny charakter neuronów zaopatrujących gruczoł mlekowy świni, której promotorem był Ireneusz Łakomy. W 2022 roku ta sama uczelnia nadała jej stopień doktora habilitowanego nauk rolniczych w dyscyplinie weterynarii na podstawie pracy pt. Morfologia i cechy neurochemiczne struktur obwodowego autonomicznego i czuciowego układu nerwowego związanch z unerwieniem serca i żeńskich narządów rozrodczych u świni w okresie prenatalnym.